# Emich Karel van Leiningen
Emich Karel van Leiningen (Dürckheim, 27 september 1763 - Amorbach, 4 juli 1814), was de enige zoon van Karel Frederik Willem, de graaf van Leiningen-Dagsburg-Hartenburg, en Christiane Wilhelmine Luise van Solms-Rödelheim en Assenheim. 
Vanaf 1779 werd zijn vader rijksvorst van het Heilige Roomse Rijk en werd Emich erfprins van Leiningen. In 1807 volgde Emich zijn vader op als tweede prins van Leiningen. Hij had geen reële macht meer omdat het vorstendom Leiningen in 1806 aan het groothertogdom Baden kwam. 

## Huwelijken
Leiningen, telg uit het geslacht Zu Leiningen, huwde op 4 juli 1787 met Henriette (1767-1801), de jongste dochter van  Heinrich XXIV, graaf van Reuss-Ebersdorf en gravin Caroline Ernestine van Erbach-Schönberg. Samen hadden ze één zoon Frederik Karl Henrich Ludwig, geboren in 1793 en reeds overleden in 1800.
Na het overlijden van zijn eerste vrouw hertrouwde Emich op 21 december 1803 met Victoria van Saksen-Coburg-Saalfeld, zij was de dochter van Frans van Saksen-Coburg-Saalfeld en Augusta van Reuss-Ebersdorf en Lobenstein, deze laatste een zuster van zijn eerste echtgenote.
Het paar kreeg twee kinderen:
- Karel Frederik Willem Emich (1804-1856)
- Feodora van Leiningen (1807 - 1872), in 1828 gehuwd met vorst Ernst Christiaan Karel IV zu Hohenlohe-Langenburg (1794-1860).

Karel overleed in 1814. Victoria hertrouwde op 29 mei 1818 met Eduard August, hertog van Kent. Zij kregen een dochter:
- Victoria, de latere koningin van Engeland.